# Communauté de communes du Pays de Vigneulles lès Hattonchâtel
La communauté de communes du pays de Vigneulles les Hattonchâtel est une ancienne communauté de communes française, qui était située dans le département de la Meuse et la région Lorraine.
Le 1er janvier 2013, elle fusionne avec la « Communauté de communes de la Petite Woëvre » pour former la nouvelle « Communauté de communes Côtes de Meuse - Woëvre ».

## Composition
La communauté de communes regroupe 11 communes :
| Nom                                 | Code Insee | Gentilé        | Superficie (km2) | Population (dernière pop. légale) | Densité (hab./km2) |
| ----------------------------------- | ---------- | -------------- | ---------------- | --------------------------------- | ------------------ |
| Vigneulles-lès-Hattonchâtel (siège) | 55551      | Vigneullois    | 62,59            | 1 573 (2014)                      | 25                 |
| Beney-en-Woëvre                     | 55046      |                | 17,20            | 146 (2014)                        | 8,5                |
| Buxières-sous-les-Côtes             | 55093      | Buxiérois      | 26,72            | 279 (2014)                        | 10                 |
| Chaillon                            | 55096      | Chaillonnais   | 11,54            | 108 (2014)                        | 9,4                |
| Heudicourt-sous-les-Côtes           | 55245      | Heudicourtois  | 13,56            | 171 (2014)                        | 13                 |
| Jonville-en-Woëvre                  | 55256      | Jonvillois     | 10,81            | 145 (2014)                        | 13                 |
| Lachaussée                          | 55267      | Lacucéens      | 27,19            | 270 (2014)                        | 9,9                |
| Lamorville                          | 55274      | Lamorvillois   | 34,93            | 281 (2014)                        | 8                  |
| Nonsard-Lamarche                    | 55386      | Nonsardois     | 18,18            | 204 (2014)                        | 11                 |
| Saint-Maurice-sous-les-Côtes        | 55462      | Saint-Mauriots | 9,30             | 404 (2014)                        | 43                 |
| Valbois                             | 55530      |                | 17,09            | 86 (2014)                         | 5                  |

## Fonctionnement

### Présidence
À la disparition de la communauté, la présidence était assurée par Sylvain Denoyelle, maire de Nonsard-Lamarche.